# Jussy, Aisne
Jussy är en kommun i departementet Aisne i regionen Hauts-de-France i norra Frankrike. Kommunen ligger  i kantonen Saint-Simon som ligger i arrondissementet Saint-Quentin. År 2022 hade Jussy 1 186 invånare.

## Befolkningsutveckling
Antalet invånare i kommunen Jussy
Referens: INSEE